# الرزوم

تعديل مصدري - تعديل

الرزوم هي إحدى قرى عزلة سباح بمديرية سباح التابعة لمحافظة أبين، بلغ تعداد سكانها 109 نسمة حسب تعداد اليمن لعام 2004.